# Mil Mi-14

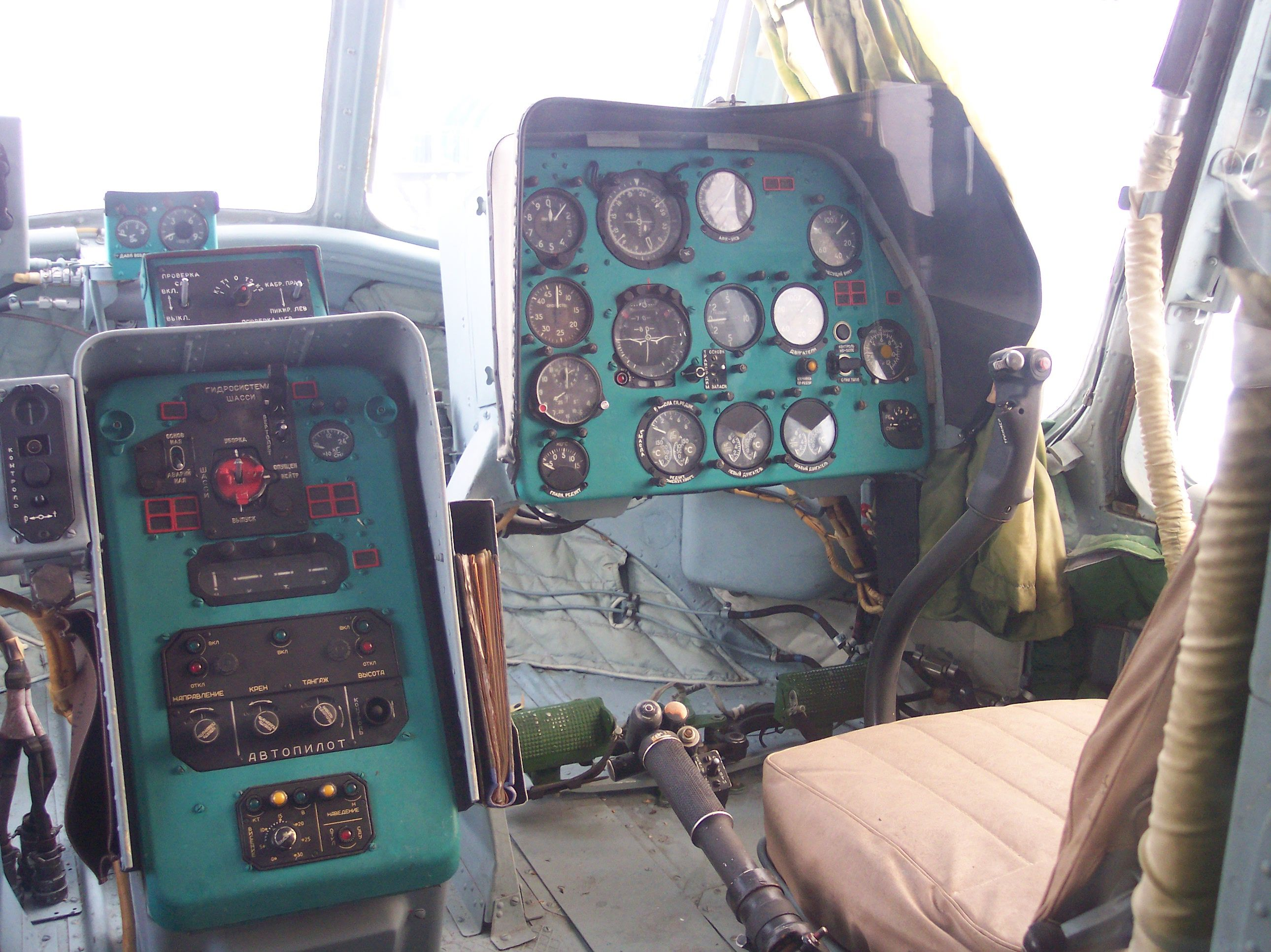
Cockpit di un Mi-14

Il Mil Mi-14 (in cirillico Ми-14, nome in codice NATO Haze - foschia, ma anche stordimento) è un elicottero antisommergibile e per la ricerca e soccorso biturbina con rotore a cinque pale, progettato dall'OKB diretto da Michail Leont'evič Mil' e sviluppato in Unione Sovietica alla fine degli anni sessanta.
Impiegato a partire dagli anni settanta dall'aviazione Sovietica prima, Russa e Ucraina dopo il 1991, è stato ritirato dal servizio nel 1995 e accantonato nella riserva.

## Sviluppo
Il Mil Mi-14 è il risultato di un requisito per un elicottero anfibio antisommergibile non imbarcato. Venne presa come base l'elicottero multiruolo Mil Mi-8, che fu trasformato in versioni antisommergibile, lotta alle mine e ricerca e soccorso. Al Mi-8 vennero cambiati i motori, sostituiti con due motori a turbina Klimov TV3-117MT. La fusoliera, fu modificata per consentire il galleggiamento come per l'equivalente statunitense SH-3, furono aggiunti due sponson nella parte posteriore della fusoliera e il carrello venne reso retrattile. L'elicottero mantenne caratteristiche tali da renderne impossibile l'impiego imbarcato.
Effettuò il primo volo nel settembre 1969. La produzione di serie iniziò nel 1973 presso la fabbrica 387 in Kazan ed entrò in servizio nel 1975 con l'Aeronautica militare sovietica. La produzione venne fermata nel 1986. Nel periodo 1973-1986 furono costruiti 273 Mi-14.

## Versioni

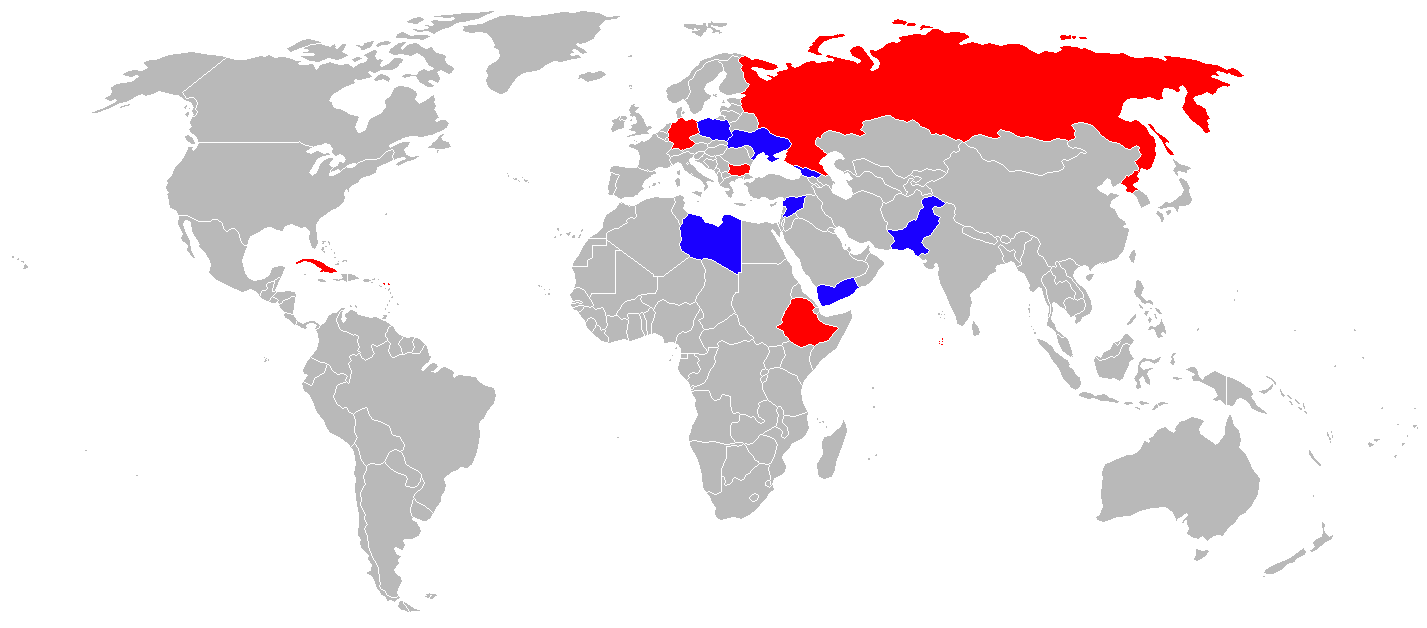
Operatori mondiali del Mi-14

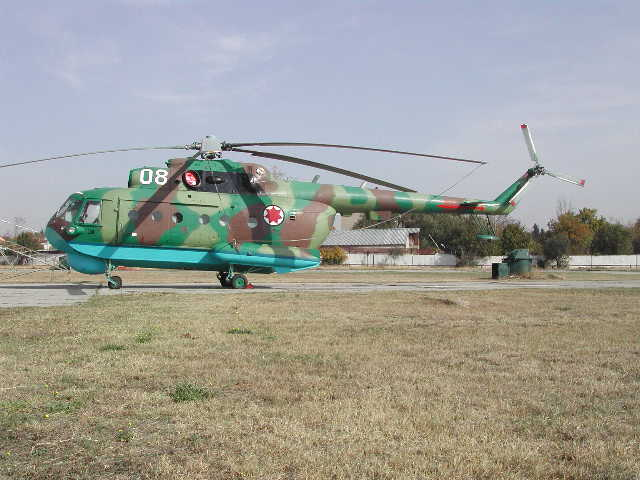
Mi-14 della Aeronautica militare georgiana.

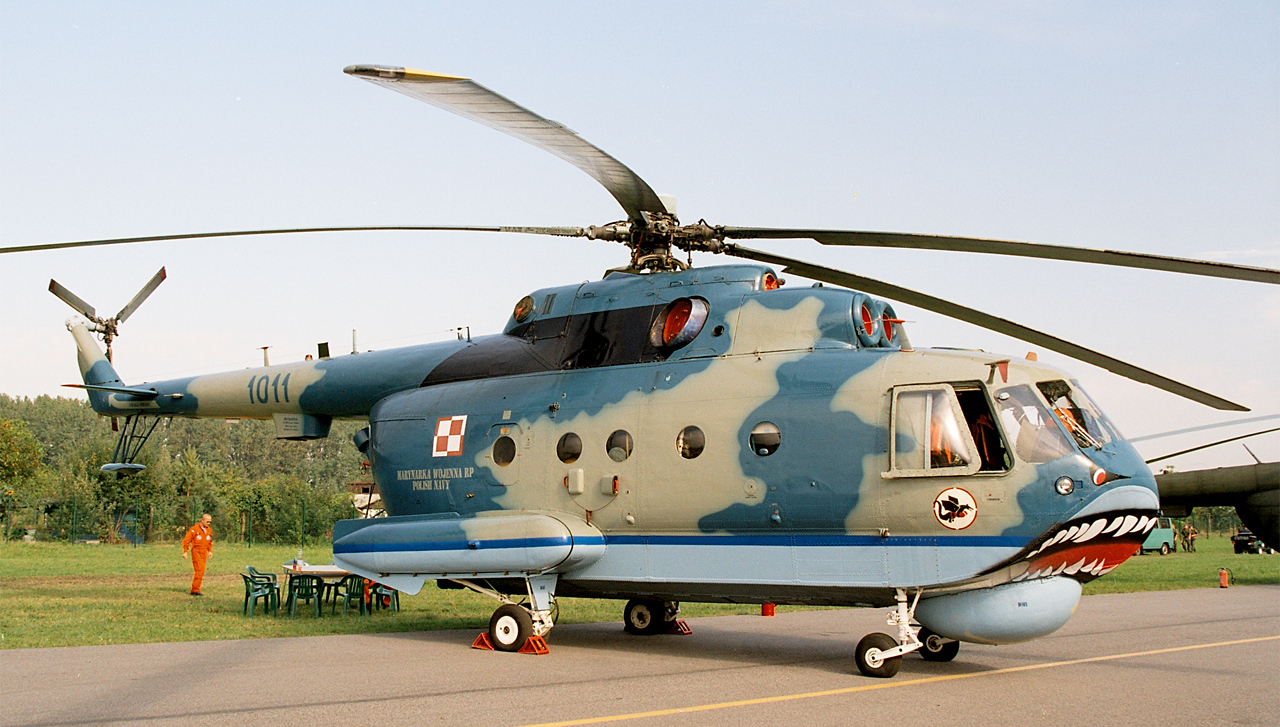
Mi-14P della Marina militare polacca al Radom Air Show del 2005.

V-14
prototipo del Mi-14.
Mi-14PL (NATO - Haze-A)
elicottero antisommergibile, dotato di MAD APM-60 rimorchiato, boe sonore OKA-2 e un radar di ricerca retrattile Type 12-M, armato con un singolo siluro AT-1 o APR-2, una bomba di profondità nucleare  Skat ; otto bombe di profondità convenzionali.
Mi-14PL Strike
versione armata del Mi-14PL, equipaggiata con i missili aria-superficie AS-7 Kerry.
Mi-14PLM
versione antisommergibile.
Mi-14P?
designazione polacca del Mi-14PL. Anche noto come  'Mi-14PW  '.
Mi-14BT (NATO - Haze-B)
versione per la caccia alle mine.
Mi-14PS (NATO - Haze-C)
versione da ricerca e soccorso con luci di ricerca, porte scorrevoli e verricello.
Mi-14PX
elicottero da addestramento per la ricerca e soccorso in dotazione alla Marina militare polacca. Ottenuto da un Mi-17PL polacco al quale era stata rimossa tutta l'attrezzatura ASW.
Mi-14PZh
versione anfibia per la lotta antincendio del Mi-14BT. Il prezzo di conversione era stimato in un milione di dollari.
Mi-14PZh  Eliminator III 
Mi-14BT convertiti in mezzi per la lotta antincendio nel 1993 in seguito ad un programma congiunto tra Russia e Germania.
Mi-14GP
versione civile.
Mi-14P
versione civile da trasporto con 24 posti.

## Utilizzatori

Mi-14

### Attuali
Bulgaria
- Marina militare bulgara (7)

 Comore
- Comore Air Force

2 Mi-14Pzh Haze-C consegnati, 1 in servizio all'agosto 2018.
 Corea del Nord
- Chosŏn Inmin Kun Konggun

10 Mi-14PL consegnati, 6 in servizio a novembre 2018. 4 esemplari erano ex cubani e furono consegnati nel 2000.
 Etiopia
- Ye Ithopya Ayer Hayl (2)

 Georgia
- Sak'art'velos samxedro-sahaero dzalebi

2 Mi-14 consegnati, e tutti in servizio al luglio 2020.
 Libia
- Al-Quwwat al-Jawwiyya al-Libiyya

3 Mi-14 consegnati.
 Pakistan
- Pakistan Naval Air Arm

2 Mi-14PG in servizio al settembre 2023.
 Polonia
- Marynarka Wojenna

6 Mi-14PL consegnati nel 1981, 6 Mi-14PL nel 1983, 4 Mi-14PS nel 1984, più un rimpiazzo consegnato nel novembre del 1990. Due Mi-14PL furono convertiti da ASW a SAR e ridesignati Mi-14PL/R. All'aprile 2017 restavano in servizio 4 Mi-14PL e 2 Mi-14PL/R. Gli ultimi esemplari saranno ritirati dal servizio il 31 agosto 2025.
 Russia
- Aviacija voenno-morskogo flota (9)

 Ucraina
- Marina militare ucraina

4 Mi-14PL in servizio a tutto il dicembre 2020.

### Precedenti
Cuba
- Defensa Anti-Aérea y Fuerza Aérea Revolucionaria

4 Mil 14 ASW ricevuti negli anni ottanta, ceduti nel 2000 all'Aviazione Nord coreana.
 Germania Est
- Luftstreitkräfte und Luftverteidigung der Deutschen Demokratischen Republik- trasferiti alla Germania
- Marina militare della Germania Est -

 Unione Sovietica
- Sovetskie Voenno-vozdušnye sily - trasferiti gli elicotteri alla Russia e all'Ucraina.
- Aviatsiya Voyenno-Morskogo Flota

 Jugoslavia/ Serbia e Montenegro
- Jugoslovensko Ratno Vazduhoplovstvo i Protivvazdušna Odbrana - trasferiti gli elicotteri alla Ratno vazduhoplovstvo i protivvazdušna odbrana Vojske Srbije i Crne Gore.

## Note

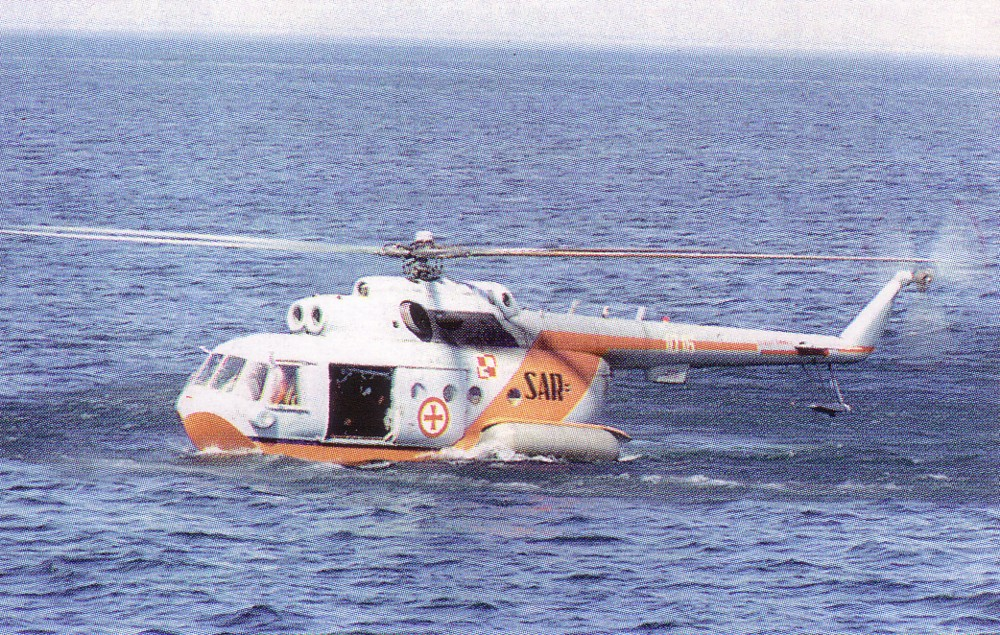
Il Mi-14 è anfibio, come l'equivalente Sea King americano